# Cinéma badaga
Le cinéma badaga est le terme utilisé pour désigner l'industrie cinématographique du cinéma indien, en langue badaga, basée à Udagamandalam, au Tamil Nadu, en Inde. Depuis la production du premier film en badaga, au milieu des années 1970, ce cinéma compte les films suivants :
- Kaalaa Thaappita Payilu (1979)
- Kemmaanju
- Hosa Mungaru (2006)
- Gavava Thedi (2009)
- Cinnatha Boomi (2010)
- Olluna Atta (2019)